# Gary Matthews, Jr.
Gary Nathaniel Matthews, Jr. (né le 25 août 1974 à San Francisco, Californie, États-Unis) est un voltigeur de baseball qui évolue dans les Ligues majeures depuis 1999. Il a porté les couleurs de sept équipes, notamment les Rangers du Texas et les Angels de Los Angeles d'Anaheim. Il est présentement agent libre.
Il est le fils de Gary Matthews, ancien joueur des Ligues majeures et commentateur sportif bien connu à la télévision américaine.

## Carrière

### Premières saisons
Gary Matthews, Jr. est drafté en 13e ronde par les Padres de San Diego en 1993. Il fait son entrée dans les majeures dans cet uniforme le 4 juin 1999 contre Seattle. À son premier match en carrière, il vole le marbre pour marquer son premier point dans les grandes ligues. Matthews, un frappeur ambidextre, réussit son premier coup sûr le 6 juin contre Freddy García des Mariners.
Il passe par plusieurs équipes à ses premières années. Après avoir disputé 23 parties pour les Padres en 1999, il s'aligne successivement avec les Cubs de Chicago (2000-2001), les Pirates de Pittsburgh (2001), les Mets de New York (2002), les Orioles de Baltimore (2002-2003), puis San Diego à nouveau (2003). À sa saison recrue, passée en 2001 chez les Cubs et les Pirates, il frappe 92 coups sûrs et totalise 44 points produits en 152 parties, affichant une moyenne au bâton assez faible de ,227. En 2003 pour Baltimore et San Diego, il réussit 116 coups sûrs et produit 42 points en 144 parties.

### Rangers du Texas
Matthews rejoint en avril 2004 les Rangers du Texas, qui l'engagent comme agent libre. Il parvient à s'imposer, connaissant sa meilleure saison à sa troisième année avec l'équipe : en 2006, Matthews frappe pour ,313 avec des sommets personnels de 194 coups sûrs, 44 doubles, 19 circuits et 79 points produits. À la mi-saison, il est invité au match des étoiles pour la première fois. Le 1er juillet 2006, il fait les manchettes avec un attrapé spectaculaire au champ centre qui prive d'un circuit le frappeur Mike Lamb des Astros. Le 13 septembre, il est le troisième joueur de l'histoire des Rangers à réussir un cycle. Il accomplit l'exploit face aux Tigers de Detroit.

### Angels de Los Angeles
La révélation de Matthews au cours de son passage chez les Rangers lui permet de faire sauter la banque, les Angels de Los Angeles lui faisant signer en novembre 2006 un contrat de 50 millions de dollars pour cinq saisons. À sa première année pour le club californien en 2007, sa moyenne au bâton chute à ,252 mais il présente à peu de chose près les mêmes statistiques au chapitre des coups de circuit (18) et des points produits (72). Cependant, il est éclaboussé en février par la parution d'un article du Times Union, un journal d'Albany dans l'État de New York, qui nomme Matthews ainsi que plusieurs autres athlètes de diverses disciplines comme étant présumément dopés. Après deux semaines de silence, Matthews réagit publiquement en niant avoir fait usage d'hormones de croissance. Selon le New York Daily News, les Angels auraient menacé d'entreprendre des démarches pour faire annuler le lucratif contrat de Matthews si celui-ci ne réagissait pas aux allégations. En décembre, le rapport Mitchell sur le dopage dans le baseball majeur est publié et le nom du voltigeur des Angels y apparaît.  
Les performances offensives de Gary Matthews, Jr. déclinent au cours des deux saisons suivantes, menant éventuellement à son départ d'Anaheim. La saison 2009 est tout de même marquée par quelques faits d'armes : le 28 juin dans une partie contre Arizona, il vole le marbre pour la deuxième fois de sa carrière. Le 10 juillet, le voltigeur frappe son 1000e coup sûr en carrière, dans un match opposant les Angels aux Yankees de New York.

### Après les Angels
Après la saison 2009, Matthews demande aux Angels de l'échanger. Le 22 janvier 2010, il passe aux Mets de New York en retour du lanceur de relève Brian Stokes. L'équipe d'Anaheim accepte de continuer de payer une partie du salaire de son ancien joueur. Après 36 parties pour New York, Matthews n'affiche qu'une moyenne au bâton de ,190, sous la ligne de Mendoza. Les Mets le congédient le 15 juin. Le 24 juin, il signe comme joueur autonome avec les Reds de Cincinnati mais est libéré un mois plus tard sans avoir disputé une seule partie dans cet uniforme.